# Isla Awashima (Niigata)
Awashima (粟島?) es una isla del Mar de Japón. La isla está localizada aproximadamente a 30 kilómetros al oeste de la ciudad de Murakami en el norte de la Prefectura de Niigata.

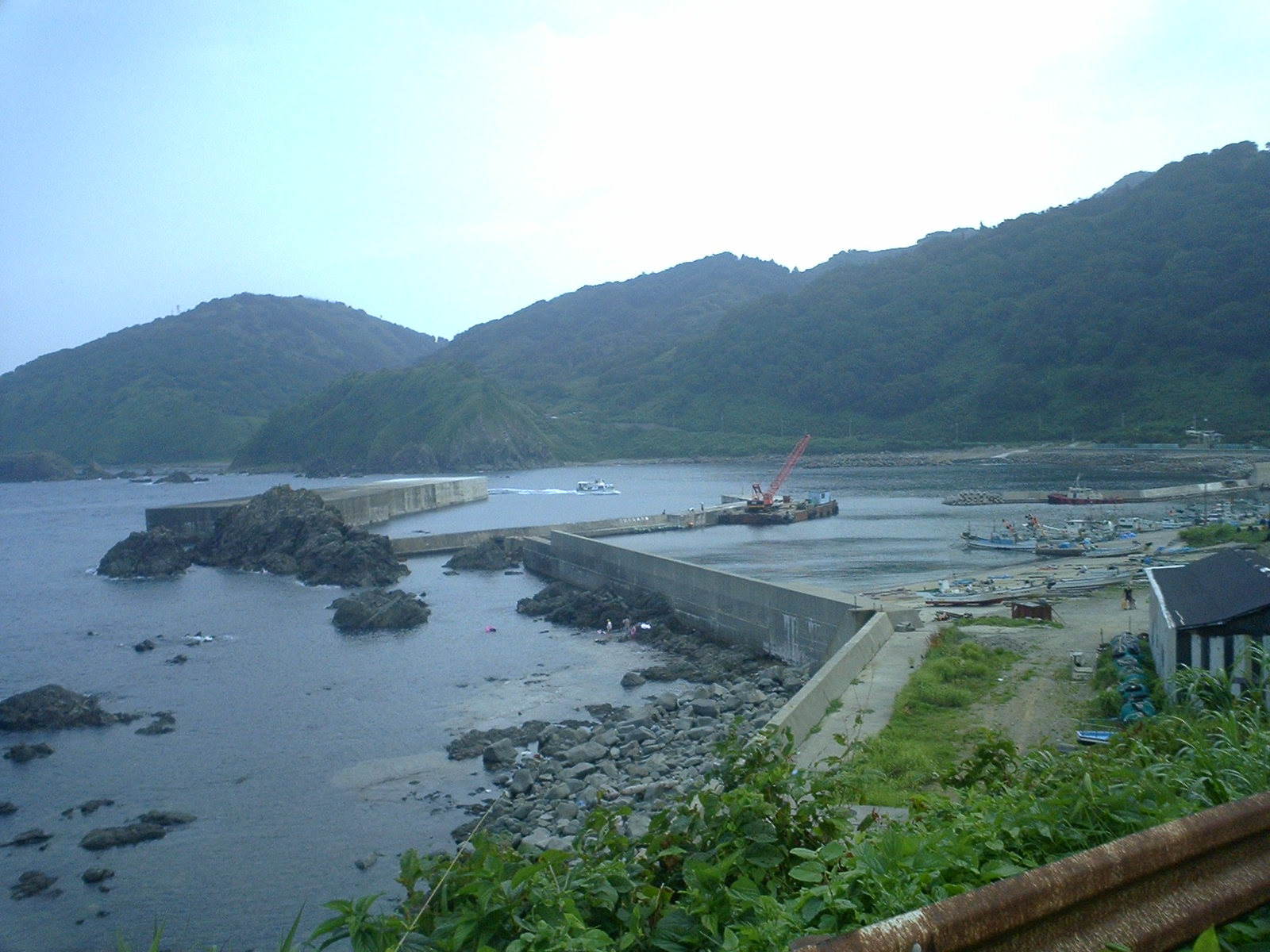
Área Kamaya en la Isla Awashima

Awashima está administrativamente bajo control del pueblo de Awashimaura bajo el Distrito de Iwafune en la Prefectura de Niigata. En 2016, la población de la isla era de 365 habitantes.

## Historia
Awashima ha estado habitada desde al menos el Período Jōmon, ya que, los arqueólogos han encontrado trozos de cerámica de este período en cinco ubicaciones de la costa este de la isla. Aun así, ninguna evidencia de presencia humana del Período Yayoi o del Kofun se han encontrado. El nombre de la isla aparece por primera vez en un verso del Período Nara de la antología poética Man'yōshū, en el tiempo en el que se encontraba en la frontera entre el estado Yamato y el Emishi. 
El clan Matsura del norte de Kyushu, empezó a ocupar la orilla oriental de la isla en el siglo IX, gradualmente expulsando a Emishi. Durante el Período Edo, el control de la isla estuvo bajo dominio de Murakami, Shonai y bajo control directo del Shogunato Tokugawa. Durante la Guerra Boshin, los Hermanos Schnell ofrecieron armas para el Dominio Shonai en Awashima. Después de la Restauración Meiji, se fundó el pueblo de Asahimaura en 1909 cuando formaba parte de Iwafune, Prefectura Niigata.
Alrededor de la 1 p. m. el 16 de junio de 1964, hubo un terremoto de magnitud 7.5 en mares cercanos a Awashima. Toda la isla se elevó en aproximadamente 1 metro. Por consiguiente el cultivo de arroz se volvió difícil y casi desaparecieron los campos de arroz que cubrían la isla.

## Industria
- Industria pesquera (principalmente besugo, platija, y pulpo)
- Agricultura (papa, productos de bambú)
- Turismo (pesca, observación de aves, y caminata por la naturaleza)
- Como un producto especial, hay productos de carbón vegetal de bambú y Wappani que es un plato típico de la región.

## Tráfico
Awashima Kisen enlaza Awashima con el puerto de Iwafune en la ciudad de Murakami, prefectura de Niigata. El tiempo requerido es de una hora y media en ferry y 55 minutos en barco de alta velocidad.